# Zed Blade
Zed Blade (Sakusen Na Ragnarok в Японии) — видеоигра в жанре горизонтального скролл-шутера, разработанная компанией NMK и изданная SNK в 1994 году эксклюзивно для аркадного игрового автомата Neo-Geo. Игра не выходила в версии для игровой консоли Neo-Geo и не переиздавалась на других платформах.

## Игровой процесс
Игра имеет режим одновременной игры для двух игроков. В начале игры каждый игрок выбирает одного из трёх персонажей, каждый из которых управляет своим типом летательного аппарата. Разные летательные аппараты имеют разную скорость передвижения по экрану. После этого игрок выбирает три вида оружия — основное, боковое и заднее.
Игра состоит из восьми уровней, действие которых происходит на разных планетах.